# عظیم فراین
عظیم فراین (زادهٔ ۲۵ بهمن ۱۳۶۵) چهره‌پرداز سینمای ایران است.

## زندگی‌نامه
چهره پردازی را به صورت حرفه‌ای نزد مسعود ولدبیگی در سریال مختارنامه به کارگردانی داوود میرباقری شروع کرد
به عنوان مجری چهره پرداز بامسعود ولدبیگی، عبدالله اسکندری، بابک اسکندری و سعید ملکان همکاری داشته است.
به عنوان چهره پرداز با جانتو دروسی، Giannetto De Rossi طراح گریم ایتالیایی در فیلم محمد (ص) همکاری داشته است.
اولین طراحی گریم را برای فیلم سکوت رعنا به کارگردانی بهزاد رفیعی انجام داده است.

## جوایز و فعالیت‌ها
- ۱۳۹۴ - لوح تقدیر انجمن چهره پردازان خانه سینما برای بهترین اجرای چهره پردازی فیلم نهنگ عنبر
- ۱۳۹۸ - کاندید بهترین چهره پردازی برای فیلم شنای پروانه از سی و هشتمین جشنواره فیلم فجر.
- ۱۴۰۰ - کاندید بهترین چهره پردازی برای فیلم بیرو از چهلمین جشنواره فیلم فجر.

### طراح چهره‌پردازی
- ۱ - سکوت رعنا (۱۳۹۲)
- ۲ - بختک (۱۳۹۳)
- ۳ - من (۱۳۹۴)
- ۴ - ارادتمند؛ نازنین بهاره تینا (۱۳۹۴)
- ۵ - خرگیوش (۱۳۹۵)
- ۶ - رضا (١٣٩٦)
- ۷ - مارموز (۱۳۹۶)
- ۸ - لونه زنبور (١٣٩٦)
- ۹ - چهار انگشت (۱۳۹۷)
- ۱۰ - زیر نظر (۱۳۹۷)
- ۱۱ - هستی و زمان (۱۳۹۷)
- ۱۲ - شنای پروانه (۱۳۹۸)
- ۱۳ - غیاب (۱۳۹۸)
- ۱۴ - چپ راست (۱۳۹۸)
- ۱۵ - بیرو (۱۳۹۹)
- ۱۶ - بی رویا (۱۳۹۹)
- ۱۷ - خاطرات بندباز (۱۴۰۰)
- ۱۸ - چرا گریه نمیکنی (۱۴۰۱)

### طراح چهره‌پردازی مجموعه نمایش خانگی
- ۱ - سال‌های دور از خانه (مجموعه نمایش خانگی) (۱۳۹۷)
- ۲ - مردم معمولی (مجموعه نمایش خانگی) (۱۴۰۰)
- ۳ - پوست شیر (مجموعه نمایش خانگی) (۱۴۰۱)

### طراح چهره‌پردازی فیلم کوتاه
- ١ - شب چره (١٣٩٦)
- ۲ - بچه خور (١٣٩٦)
- ۳ - شیهه (۱۴۰۱)

### چهره‌پرداز
- ۱ - مختارنامه (۱۳۸۳)
- ۲ - زیر تیغ (۱۳۸۴)
- ۳ - ملک سلیمان (۱۳۸۶)
- ۴ - آشپزباشی (۱۳۸۸)
- ۵ - چک (۱۳۸۹)
- ۶ - سقوط یک فرشته (۱۳۹۰)
- ۷ - محمد (ص) (۱۳۹۰)
- ۸ - یک عاشقانه ساده (۱۳۹۰)
- ۹ - آینه شمعدون (۱۳۹۱)
- ۱۰ - پنجاه قدم آخر (۱۳۹۲)
- ۱۱ - گینس (۱۳۹۳)
- ۱۲ - استراحت مطلق (۱۳۹۳)
- ۱۳ - نهنگ عنبر (۱۳۹۳)
- ۱۴ - امکان مینا (۱۳۹۴)
- ۱۵ - نهنگ عنبر ۲ (۱۳۹۵)